# Saccharum sinense
Saccharum sinense är en gräsart som beskrevs av William Roxburgh. Saccharum sinense ingår i släktet Saccharum och familjen gräs. Inga underarter finns listade i Catalogue of Life.